# 横浜DeNAベイスターズ (ファーム)
横浜DeNAベイスターズ（よこはまディー・エヌ・エー・ベイスターズ、Yokohama DeNA BayStars）のファームは、日本のプロ野球球団・横浜DeNAベイスターズの下部組織として設置されているファームチーム。イースタン・リーグの球団のひとつ。2000年から2010年のシーズン終了までは「湘南シーレックス」（しょうなんシーレックス、Shonan Searex）という名称だった（詳細は後述）。
本拠地は横須賀スタジアム（神奈川県横須賀市）。
準本拠地であるバッティングパレス相石スタジアムひらつか（神奈川県平塚市）で月2試合ほど公式戦を行う。本拠地以外の主催試合に関しては横浜DeNAベイスターズ主催試合の地方球場一覧を参照。

## 歴史・概要
1949年暮れに発足した「大洋ホエールズ」（たいようホエールズ）の二軍として一軍創設と同時に誕生したとみられ、1950年のプロ野球二軍選手権に参加している。
渡辺大陸総監督が退団した1951年5月に二軍組織が一時解散したことから、山陽電気鉄道傘下の独立二軍球団『山陽クラウンズ』に二軍選手の育成を委託するという、今日のアメリカにおけるメジャーリーグ球団とマイナーリーグ球団のような方式をとっていた。
1952年10月、山陽クラウンズが解散。1953年1月、一軍が松竹ロビンスと合併。これに伴い、山陽から復帰した選手と松竹の二軍を合併する形で活動を再開。1954年に新日本リーグに「洋松ジュニアロビンス」（ようしょうジュニアロビンス）として参加、小倉市（現：北九州市）の小倉豊楽園球場を本拠地とする。しかし、松竹が同年末をもって球団経営から撤退したため「大洋ジュニアホエールズ」に改称し、イースタン・リーグ（第1期）へ参加。この際に川崎市へ移転し、長期間のリーグ中断を経て1961年よりイースタンリーグ（第2期）に参加した。
大洋多摩川グランド（1955年～1980年）、保土ヶ谷大洋球場（1980年～1986年、現：横浜FC東戸塚フットボールパーク in 横浜スポーツマンクラブ）を経て、1986年に平塚球場を本拠地として以来、湘南地域をフランチャイズと位置づけた（実際は二軍には保護地域はない）。1997年の横須賀スタジアム改修工事完了後は横須賀と平塚の2球場を主に使用していた。
2000年1月1日、二軍の独立採算化および一軍との差別化を目的に、ファーム独自の球団名採用を決定。「海」を表す“Sea”と、ラテン語で「王」を意味する“Rex”を組み合わせた造語から「湘南シーレックス」と命名。球団旗も独自のデザインに変更したが、ベイスターズ同様に「REACH FOR THE STARS」のスローガンが入った。また、チームエンブレムは2本のバットに「三浦半島と相模湾を中心とした神奈川県湘南地域」を図案化した。あわせて、地元を中心に独自のスポンサーを募るなど独立採算を模索するための部署「シーレックス事業部」を開設。しかし毎年2億円前後の赤字を計上するなど採算割れを解消できず、2004年に解散。その後は球団業務部内の一部署となった。
一軍とは異なるチーム名やユニフォームなどの使用により、若手選手の意識向上を促すとともに、観客へのサービス向上などを通じた地域密着を目指した。本拠地は引き続き横須賀スタジアムを使用（平塚球場は準本拠地と位置づけた）。
二軍としては異例だが、毎年11月には横須賀スタジアムで「ファン感謝デー」を行っている。
日本のプロ野球球団におけるユニフォームの多くは、背番号・背ネーム部分をユニフォームの生地に直付け（刺繍もしくはプリント）する。そんななか、湘南のユニフォームの背ネーム部分は、アーチ状の生地へネームをプリントしユニフォームの生地に縫い付けていた。これは「シーレックスに定着されては困る」という励ましの意味を持ち、2020年現在、日本のプロ球団においては唯一の例である。
同じ横須賀市を本拠地とする社会人チームの日産自動車（2009年休部）とは密接な関係性にある。2001年8月15日には柳川事件以後初となるプロアマ交流戦を行ったほか、毎年交流戦を開催した。また、「湘南」を冠するプロサッカークラブである湘南ベルマーレも、合同トレーニングなどの実施で交流を深めている。
相模原市の政令指定都市指定に向け、相模原球場の所有者が神奈川県から相模原市へ移譲したことに伴い、2009年シーズンより同球場を準本拠地に加える。
2010年10月より「湘南シーレックス」のチーム名を廃止し「横浜ベイスターズ」に戻す。ユニフォームは一軍と同デザインとなった。2011年12月1日、日本プロ野球オーナー会議ならびに実行委員会にてDeNAによる横浜ベイスターズ買収とオーナー会社変更が承認される。翌2日、球団株式が譲渡され、商号変更により「横浜DeNAベイスターズ」として新たにスタートを切った。
1987年に竣工した同市長浦町のマルハニチロアセット社有地（旧：大洋漁業倉庫敷地跡地）に球団が借り受けて使用していた横浜DeNAベイスターズ総合練習場（ベイスターズ球場）の老朽化や、同練習場と試合会場となる横須賀スタジアムのある追浜公園との離れた距離に鑑み、2016年4月、横須賀市とベイスターズ球団は、合宿所・練習用サブ球場などを追浜公園内に集約・一体化させることを目指した基本協定を締結、2019年7月に「DOCK OF BAYSTARS YOKOSUKA」として竣工した。これを受けて、横須賀市・ベイスターズ球団と、横須賀市・1軍本拠地の横浜市が沿線に入っている京浜急行電鉄（京急電鉄）と3社連携協定を結び、スポーツを中心とした魅力あふれる街づくりを進めることで合意した。

## 略歴
- 1950年頃 - 大洋ホエールズ創立とほぼ同時に二軍発足。「プロ野球二軍選手権」参加。当時は下関市を本拠地とした。
- 1954年 - 新日本リーグに「洋松ジュニアロビンス」として参加。1軍本拠地は大阪市だったが、2軍は下関市と小倉市（現：北九州市）のダブルフランチャイズを採用。
- 1955年 - イースタン・リーグ発足。「大洋ホエールズ」に改称し参加。ここから本拠地を川崎市に移す。
- 1961年 - イ・リーグ再発足。当時の本拠地は大洋多摩川グランド（神奈川県川崎市中原区等々力向原3021）。
- 1968年 - イ・リーグ優勝。
- 1975年 - イ・リーグ優勝。
- 1978年 - 「横浜大洋ホエールズ」（よこはまたいよう - ）に改称。
- 1980年 - 本拠地を保土ヶ谷大洋球場へ移転。
- 1982年 - イ・リーグ優勝。
- 1986年 - 本拠地を平塚球場（現：バッティングパレス相石スタジアムひらつか）へ移転。
- 1987年 - 練習場を新設した横浜大洋ホエールズ総合練習場（現：横浜DeNAベイスターズ総合練習場、通称：ベイスターズ球場）へ移転。
- 1993年 - 「横浜ベイスターズ」に改称。
- 1997年 - 本拠地を横須賀スタジアムに移転。このころより、ユニフォーム左袖に「かがやけYOKOSUKA」と二段組みで書かれたワッペンが付けられた（1999年まで）。
- 2000年 - 「湘南シーレックス」に改称。
- 2009年 - 相模原球場（現：サーティーフォー相模原球場）を準本拠地に加える[注釈 4]。
- 2010年10月 - 「横浜ベイスターズ」に改称。
- 2012年 - 「横浜DeNAベイスターズ」に改称。
- 2016年2月 - 横須賀市と横浜DeNAベイスターズ球団が、追浜公園内に2軍の練習施設を集約するための基本協定を締結[2]
- 2019年7月 - 2軍練習場（屋外練習場=練習用サブ球場、屋内練習場、合宿所）を集約した「DOCK OF BAYSTARS YOKOSUKA」が完成[3]
- 2024年 - イ・リーグ42年ぶり4度目の優勝[5]。これにより、球団史上初となるファーム日本選手権への出場が決定。10月5日、ウ・リーグで優勝したソフトバンクに6-2で勝利し、初出場で球団初のファーム日本一に輝いた[6]。

## 歴代監督
一覧は、イースタン・リーグ再発足以降。
- 1957年 - 1958年：宮崎剛（第1次）
- 1961年 - 1962年：保井浩一
- 1963年 - 1965年：宮崎剛（第2次）
- 1966年：沖山光利
- 1967年：宮崎剛（第3次）
- 1968年 - 1969年：藤井勇
- 1970年 - 1971年：山田潔
- 1972年：宮崎剛（第4次）
- 1973年：土井淳
- 1973年 - 1974年：鈴木隆
- 1975年 - 1976年：引地信之（第1次）
- 1977年：秋山登
- 1978年 - 1979年：引地信之（第2次）
- 1980年 - 1981年：須藤豊
- 1982年 - 1984年：山根俊英
- 1985年 - 1986年：江尻亮
- 1987年 - 1988年：前田益穂
- 1989年 - 1992年：中塚政幸
- 1993年 - 1996年：米田慶三郎
- 1997年 - 1998年：竹之内雅史
- 1999年 - 2003年：日野茂
- 2003年：江藤省三
- 2004年 - 2006年：岩井隆之
- 2007年 - 2010年：田代富雄 ※1
- 2011年：白井一幸
- 2012年 - 2013年：山下大輔
- 2014年：大村巌
- 2015年：山下大輔（第2次）
- 2016年 -  2017年：二宮至
- 2018年 -  2019年：万永貴司
- 2020年：三浦大輔
- 2021年 - 2023年：仁志敏久
- 2024年 ：青山道雄 ※2
- 2025年 - 桑原義行

※1 2009年5月18日よりシーズン終了まで一軍監督代行に就任。その間、シーズン終了までを高木由一が代行
※2 体調不良のため、2024年6月7日・8日は鶴岡一成が代行

## キャラクター（球団マスコット）
日本プロ野球では1、2軍合わせ最多の16人。モチーフは海の生物（テントリーのみテントウムシ）。全員がベイスターズ二軍の一員という設定。ただし、試合に登場する着ぐるみはレックのみ。
横浜京急バス追浜営業所では、これらのキャラクターを起用した路線バス2台を「シーレックスバス」として、追浜地区路線と磯子駅 - 追浜車庫前線で運行。
漫画家のいけだたかしが横浜の情報誌「Beautiful Yokohama」（2004年シーズンで廃刊）で、球団マスコットたちの活躍を描いた漫画を掲載していた。
2012年3月20日のイースタンリーグ公式戦にて全員引退した。
レック
ベイスターズ二軍のエースで、キャプテンを務める。チームから慕われる人気者。ポジションは投手。背番号01。「シーレックス」廃止に伴い、2011年以降は横浜ベイスターズのマスコットの一員となる。二軍マスコットであるが、球団側は「ホッシーの働きが悪ければホッシーを二軍に落とし、入れ替わりで一軍登録もあり得る」とコメントしていた。しかし、結局一軍に昇格されないまま引退となった。
レッタコス
ベイスターズ二軍の女房役的存在。野球に関しては理論派だが性格は短気。怒るとスミを吐き出す。ポジションは捕手。背番号02。
スー
ベイスターズ二軍一の美人選手。守備は華麗だが打撃はいまいち。しかし、とてもおしゃれな女性である。ポジションは一塁手。背番号03。
カモドッキー
ベイスターズ二軍の俊足選手。そそっかしいが、誰とでも仲良くなれる優しい性格。不思議な言葉づかいの持ち主である。ポジションは二塁手。背番号04。
ナンナン
喜怒哀楽がはっきりと表情に出るキュートな女の子。チームのマスコット的存在である。ポジションは三塁手。背番号05。
クスマキ
寡黙な性格だが、ファイトプレイはチーム一の腕白小僧。ヘッドスライディングはお手の物。ポジションは遊撃手。背番号06。
タヌパンマキ
練習嫌いでいたずら好き。ずる賢い性格だが、なぜか憎めないヤツ。ダジャレが得意。ポジションは左翼手。背番号07。
ショー
華麗な守備を見せる名プレイヤー。根は優男で、スーにアタックしても相手にされないらしい。ポジションは中堅手。背番号08。
アンコラーノ
チーム一の大食漢。鈍足だが、何故か強肩の持ち主である。ポジションは右翼手。背番号09。
シュリンピー
バネを生かした「エビゾリ投法」の持ち主のリリーフエース。子供が24人いる。背番号10。
クルマキ
クスマキの妹。兄との出場を夢見る「思い込み」アイドル的存在。ポジションは外野手。背番号12。
ボー
恥ずかしがり屋の女の子。耳を閉じるとまん丸くなる。名前通りボーっとしている。ポジションは内野手。背番号13。
サンジュゴロー
紅顔の頑固者で、監督の言うことを聞かず、身勝手。打ち出すと止まらない打撃の持ち主であるが、好不調の波が激しい。
ポジションは捕手。背番号35。
ハマグリン
いつもは冷静な哲学者の外見だが、居眠りの名人。物知りで、チーム最年長のコーチ。背番号89。
テントリー
ヘッドコーチで、身体はピンポン球サイズ。敵のチームに飛んでいく参謀役の存在。背番号64。
シーノン
いつもは冷静だが、試合になると血が騒ぐ熱血漢に。ファンからも親しまれている温情監督で、背番号71。シーレックス発足当時の監督であった日野茂がモデルと言われている。

## 放送・配信
- テレビ神奈川（?～2004年）湘南シーレックス時代に年間数試合ナイター中継があった
- BSフジ（2001年のみ）
- 日テレG+ 読売ジャイアンツ主催ゲーム
- GAORA 日本ハムファイターズ主催ゲーム
- スポーツライブ+ 福岡ソフトバンクホークス・西武ライオンズ主催ゲーム
- U-NEXT（Paravi）
- イージースポーツ 巨人・日本ハム・広島主催以外
- パ・リーグTV パ・リーグ球団のファームチームが主催するビジターゲーム
- DAZN 西武主催ゲーム
- 虎テレ 阪神タイガース主催ゲーム